# Blueberry (còmic)
Blueberry és un personatge de ficció de còmic de l'oest i una sèrie de còmics franco-belgues. Fou creada pel guionista belga Jean-Michel Charlier i el dibuixant de còmics francès Jean Giraud (Moebius). Es va publicar per primera vegada el 31 d'octubre de 1963 al numero 210 de la revista Pilote amb la historieta titulada Fort Navajo. A les pagines de Blueberry s'hi relaten les aventures de Mike Blueberry en els seus viatges a través del Far West americà. Blueberry és un heroi atípic de l'oest; no és un justicier errant que porta els dolents a la justícia, ni un atractiu cowboy que "arriba a la ciutat, salva el ranxo, esdevé el nou xèrif nou i es casa amb la institutriu." En qualsevol situació, analitza la situació, pensa el que s'ha de fer, i ho fa.
Amb els anys la sèrie les aventures de Blueberry s'han convertit en un referent pel còmic francès.

## Sinopsi
La història segueix Michael Steven Donovan, conegut com a "Blueberry". Aquest nom el trià fugint dels seus enemics del sud i fou inspirat mentre mirava un arbust de nabius. Comença les seves aventures com a lloctinent a la cavalleria dels Estats Units poc després de la Guerra Civil americana. És acompanyat en moltes aventures pel seu ajudant amb problemes amb la beguda, Jimmy McClure, i més tard també per Red Woolley, un robust colonitzador.
Donovan és el fill d'un ric granger del sud i a l'inici es mostra obertament racista. És acusat d'un assassinat que no va cometre, fuig i és salvat per un afroamericà. De llavors ençà esdevé un enemic de qualsevol discriminació de totes les classes, lluita contra el Confederats, i intenta protegir els drets d'americans Nadius.

## Història de les publicacions

### Publicacions originals en francès
Blueberry té les seves arrels en els primers treballs de l'oest de Giraud com Franc et Jeremie, el qual va ser dibuixat per a la revista Far West quan només tenia 18 anys; i en la seva col·laboració amb Jerry Spring de Jijé el 1961, el qual va aparèixer revista de còmics francobelgues Spirou. Al voltant de 1961 i 1962 Jean Giraud va proposar a Jean-Michel Charlier si volia fer els guions per una sèrie nova de l'oest per a Pilote. Charlier va rebutjar-ho al principi, ja que no sentia molta empatia pel gènere. el 1963 la revista va enviar Charlier per un reportatge de la Base Aèria Edwars al desert de Mojave, Califòrnia. Allà va tenir l'oportunitat de descobrir l'Oest americà, retornant a França amb un fort impuls per escriure un western. Primer va demanar a Jijé per dibuixar la sèrie, però Jijé va pensar hi hauria un conflicte d'interès, ja que ell era col·laborador habitual de Spirou, la revista de còmics de la competència. Per tant, Jijé va proposar com a dibuixant al seu protegit Giraud. Charlier i Giraud també han col·laborat en una altra tira de l'oest, Jim Cutlass.
Blueberrry es publica per primera vegada el 31 d'octubre de 1963 a la revista Pilote. Titulada inicialment com a Fort Navajo, la historieta va ser ampliada fins a les 46 pàgines en els següents números de la revista. En aquestes historietes, Blueberry - l'aspecte físic del qual estava inspirat en l'actor francès Jean-Paul Belmondo - era només un de molts protagonistes. A Charlier se li va ocórrer el nom durant el seu viatge a Amèrica: "Quan viatjava per tot l'oest, anava acompanyat per un amic periodista a qui li encantava la confitura de nabiu, tant li agradava, que de fet, li vaig posar de malnom Blueberry (nabiu). Quan vaig començar a crear la nova sèrie nova, i tot començat a quadrar, vaig decidir reutilitzar el malnom del meu amic, perquè em va agradar i va pensar que seria graciós. […] No tenia ni idea de la popularitat que prendria el personatge que el faria perdurar tota la sèrie, fins al punt que ens quedaríem enganxats amb aquell nom tan ximple!"
Charlier i Giraud continuaren fent créixer la llegenda de Mike Blueberry a Pilote i a altres títols fins i tot als noranta. Durant aquell període, l'estil artístic va variar molt, com succeí també en altres treballs de Giraud. En un mateix volum, els paisatges difuminats contrasten amb els perfils marcats de les escenes d'acció i s'aconsegueix adaptar el dibuix als canvis d'humor de la història. Com és habitual al gènere de l'Oest, Blueberry incideix en el conflicte constant entre violència i tranquil·litat, naturalesa i civilització, i l'obligació del fort de protegir el dèbil.
Entre 1963 i 1973 les històries de Blueberry es publicaren primer a Pilote o Super Pocket Pilote abans de treure'ls en format d'àlbum.
Després de la mort de Charlier, Giraud va escriure i dibuixar cinc àlbums, de Mister Blueberry a Dust, fins a la seva pròpia mort el 2012.

### Traduccions a Catalunya
A Catalunya va ser traduit només al castellà, per a tot l'estat, inicialment per l'Editorial Bruguera a partir de 1968, que va publicar tres números. Dargaud va continuar la traducció de la sèrie des de 1977, publicant 37 números en una edició de qualitat, però sense mantenir l'ordre original. Norma Editorial ha publicat 54 números en una col·lecció encara en curs. i el 2015 va començar a reeditar-la en integrals. Editorial Planeta va publicar un coleccionable de 55 números entre 2017 i 2019.

### Traduccions fora de Catalunya

#### Traduccions angleses
Les primeres traduccions angleses dels còmics de Blueberry van ser publicades a Europa a finals dels anys setanta per Egmont/Methuen. Des de llavors, les traduccions angleses van ser publicades per molts altres empreses (Marvel Comics dins del seu segell Epic Comics, Comcat, Mojo Press, Dark Horse Comics) obtenint així totes les classes de formats i qualitats—en blanc i negre, llibre de còmic mida americana, edicions de butxaca, àlbums d'estil europeu a tot color i amb molts extres.
| #  | Títol original               | Publicació francesa (aaaa/mm) | Títol anglès de la saga                      | Títol en anglès i data                                                        | Nota                                                                           |
| -- | ---------------------------- | ----------------------------- | -------------------------------------------- | ----------------------------------------------------------------------------- | ------------------------------------------------------------------------------ |
| 1  | Fort Navajo                  | 1965/09                       | Lieutenant Blueberry: Fort Navajo Series     | Fort Navajo (Egmont/Methuen, 1977)                                            | Publicat a Bèlgica                                                             |
| 2  | Tonnerre à l'ouest           | 1966/01                       | Lieutenant Blueberry: Fort Navajo Series     | Thunder in the West (Egmont/Methuen, 1977)                                    | Publicat a Bèlgica                                                             |
| 3  | L'aigle solitaire            | 1967/01                       | Lieutenant Blueberry: Fort Navajo Series     | Lone Eagle (Egmont/Methuen, 1978)                                             | Publicat a Bèlgica                                                             |
| 4  | Le cavalier perdu            | 1968/01                       | Lieutenant Blueberry: Fort Navajo Series     | Mission to Mexico (Egmont/Methuen, 1978), The Lost Rider (Dargaud)            | Publicat a Bèlgica                                                             |
| 5  | La piste des Navajos         | 1969/01                       | no traduït                                   |                                                                               |                                                                                |
| 6  | L'homme à l'étoile d'argent  | 1969/10                       | The Man with the Silver Star (Dargaud, 1983) |                                                                               |                                                                                |
| 7  | Le cheval de fer             | 1970/01                       | Lieutenant Blueberry                         | The Iron Horse (Epic, 1991)                                                   |                                                                                |
| 8  | L'homme au poing d'acier     | 1970/03                       | Lieutenant Blueberry                         | Steel Fingers (Epic, 1991)                                                    |                                                                                |
| 9  | La piste des Sioux           | 1971/01                       | Lieutenant Blueberry                         | General Golden Mane (Epic, 1991)                                              | Dos capítols en un llibre. Títol del capítol: The Trail of the Sioux           |
| 10 | Général tête jaune           | 1971/10                       | Lieutenant Blueberry                         | General Golden Mane (Epic, 1991)                                              | Dos capítols en un llibre. Títol del capítol: el mateix del llibre.            |
| 11 | La mine de l'allemand perdu  | 1972/01                       | Marshall Blueberry                           | The Lost Dutchman's Mine (Epic, 1991)                                         | Dos capítols en un llibre. Títol del capítol: el mateix del llibre.            |
| 12 | Le spectre aux balles d'or   | 1972/07                       | Marshall Blueberry                           | The Lost Dutchman's Mine (Epic, 1991)                                         | Dos capítols en un llibre. Títol del capítol:The Ghost with the Golden Bullets |
| 13 | Chihuahua Pearl              | 1973/01                       | Blueberry                                    | Chihuahua Pearl (Epic, 1989)                                                  | Dos capítols en un llibre. Títol del capítol: el mateix del llibre.            |
| 14 | L'homme qui valait 500 000 $ | 1973/07                       | Blueberry                                    | Chihuahua Pearl (Epic, 1989)                                                  | Dos capítols en un llibre. Títol del capítol: "The Half-a-Million Dollar Man"  |
| 15 | Ballade pour un cercueil     | 1974/01                       | Blueberry                                    | Ballad for a Coffin (Epic, 1989)                                              | Dos capítols en un llibre. Títol del capítol: el mateix del llibre.            |
| 16 | Le hors-la-loi               | 1974/10                       | Blueberry                                    | Ballad for a Coffin (Epic, 1989)                                              | Dos capítols en un llibre. Títol del capítol: The Outlaw                       |
| 17 | Angel Face                   | 1975/07                       | Blueberry                                    | Angel Face (Epic, 1989)                                                       | Dos capítols en un llibre. Títol del capítol: el mateix del llibre.            |
| 18 | Nez Cassé                    | 1980/01                       | Blueberry                                    | Angel Face (Epic, 1989)                                                       | Dos capítols en un llibre. Títol del capítol: Broken Nose                      |
| 19 | La longue marche             | 1980/10                       | Blueberry                                    | The Ghost Tribe (Epic, 1990)                                                  | Dos capítols en un llibre. Títol del capítol: The Long March                   |
| 20 | La tribu fantôme             | 1982/03                       | Blueberry                                    | The Ghost Tribe (Epic, 1990)                                                  | Dos capítols en un llibre. Títol del capítol: el mateix del llibre.            |
| 21 | La dernière carte            | 1983/11                       | Blueberry                                    | The End of the Trail (Epic, 1990)                                             | Dos capítols en un llibre. Títol del capítol: The Last Card                    |
| 22 | Le bout de la piste          | 1986/09                       | Blueberry                                    | The End of the Trail (Epic, 1990)                                             | Dos capítols en un llibre. Títol del capítol: el mateix del llibre.            |
| 23 | Arizona Love                 | 1990/10                       | Arizona Love (Dark Horse Comics, 1993)       | Dividid en seqüeles: Cheval Noir #46-50. Format blanc i negre mida americana. |                                                                                |
| 24 | Mister Blueberry             | 1995/11                       | no traduït                                   | no traduït                                                                    | no traduït                                                                     |
| 25 | Ombres sur Tombstone         | 1997/11                       | no traduït                                   | no traduït                                                                    | no traduït                                                                     |
| 26 | Geronimo l'Apache            | 1999/10                       | no traduït                                   | no traduït                                                                    | no traduït                                                                     |
| 27 | OK Corral                    | 2003/09                       | no traduït                                   | no traduït                                                                    | no traduït                                                                     |
| 28 | Dust                         | 2005/03                       | no traduït                                   | no traduït                                                                    | no traduït                                                                     |

- En el cas d'algunes versions d'Epic (Chihuahua Pearl, Ballad for a Coffin, Angel Face, The Ghost Tribe, and The End of the Trail), Titan Books ha publicat els àlbums idèntics al Regne Unit amb uns quants mesos de diferència.
- Mojo Press va publicar un llibre de còmic en blanc i negre en format mida americana: The Blueberry Saga #1: The Confederate Gold in 1996. Conté les següents històries: Chihuahua Pearl, "The Half-A-Million Dollar Man", Ballad for a Coffin, The Outlaw, Angel Face. També conté 14 pàgines de còmic que no són de Blueberry.
- Alguns números de les sèries de Graphitti Design presenten a Moebius amb Blueberry. Moebius #9 conté The Lost Dutchman's Mine i The Ghost with the Golden Bullets, juntament amb els westerns on no apreix Blueberry (King of the Buffalo, Jim Cutlass: Mississippi River).

#### Traduccions no angleses
Des de la seva concepció, la sèrie ha anat obtenint un gran seguiment a Europa, i ha estat extensament traduïda a diverses llengües incloent-hi el portuguès, l'italià, l'alemany, el neerlandès, el suec, el danès, el noruec, el polonès, el finlandès, el serbocroata, l'hongarès, el grec i el turc. A part d'Europa, a l'Índia ha estat traduït en Mizo per Mahlua de Cydit communications, Aizawl i també en indonesi.
La saga de Blueberry té un club de fans molt nombrós a Tamil Nadu - un estat del sud de l'Índia - on és conegut com el Capità Tigre (கேப்டன் டைகர்). La sèrie ha estat publicada per Prakash Editors sota el seu segell "Lion Muthu comics".

### Preqüeles i seqüeles
S'ha publicat una sèrie de preqüela, La Jeunesse de Blueberry (El jove Blueberry), així com les seqüeles Marshal Blueberry i Mister Blueberry, amb altres artistes i escriptors, entre ells, William Vance.

#### El jove Blueberry (La Jeunesse de Blueberry)
La preqüela tracta els primers anys de Blueberry, durant la Guerra Civil americana—on el fill racista d'un ric propietari de plantacins es va convertir en un corneta ianqui i totes les aventures que s'esdeven després. Els primers àlbums es feren primer en format de butxaca, cap a finals dels seixanta. Més tard aquests van ser reeditats, retocats i colorejats, per passar-los al format d'àlbum. Algunes històries van ser omeses en el procés. L'any 1990, Catalan Communications sota la seva línia "Comcat", edità la versió en llengua anglesa d'aquestes històries, publicant material inèdit. Només les primeres tres històries van ser publicades en anglès, tot i que l'empresa tenia previst publicar The Missouri Demons i Terror over Kansas, així com es pot observar a les cobertes posteriors dels que es publicaren. Els tres àlbums també es publicaren en una versió de tapa dura.
Jean-Michel Charlier i Jean Giraud
- 1: La jeunesse de Blueberry (1975)
- 2: Un Yankee nommé Blueberry (1978)
- 3: Cavalier bleu (1979)

Jean-Michel Charlier i Colin Wilson
- 4: Les démons du Missouri (1985)
- 5: Terreur sur le Kansas (1987)
- 6: Le raid infernal (1987)

François Corteggiani i Colin Wilson
- 7: La pousuite impitoyable  (1992)
- 8: Trois hommes pour Atlanta  (1993)
- 9: Le prix du sang  (1994)

François Corteggiani i Michel Blanc-Dumont
- 10: La solution Pinkerton  (1998)
- 11: La piste des maudits  (2000)
- 12: Dernier train pour Washington  (2001)
- 13: Il faut tuer Lincoln  (2003)
- 14: Le boucher de Cincinnati  (2005)
- 15: La sirene de Vera-Cruz  (2006)
- 16: 100 dollars pour mourir  (2007)
- 17: Le Sentier des larmes  (2008)
- 18: 1276 âmes  (2009)
- 19: Redemption  (2010)
- 20: Gettysburg  (2012)

#### Marshal Blueberry
Jean Giraud i William Vance, maquetat per René Follet
- 1: Sur ordre de Washington (1991)
- 2: Mission Shermann (1993)

Jean Giraud i Michel Rouge
- 3: Frontière sanglante (2000)

## Reconeixements i premis
La sèrie ha rebut un ample reconeixement al món dels còmics, i el principal factor d'això fou quan Giraud va rebre el Premi Adamson a la millor sèrie de còmic internacional (1979).
La saga de Blueberry publicada per Epic va ser nominada als Premis Harvey com la Millor Edició americana de Material Estranger el 1992.
The Blueberry Saga #1: The Confederate Gold publicat per Mojo Press va ser nominada a la Millor Col·lecció d'Arxiu pel 1997 del Premis Eisner.

## Adaptacions i merchandising
El 2004 es va fer una adaptació del còmic a la pel·lícula Blueberry (Als Estats Units fou estrenada amb el títol Renegade), dirigida per Jan Kounen i protagonitzada per Vincent Cassel. L'adaptació rebé moltes crítiques dels sectors més puristes. Les crítiques se centraren en que no s'ajustava a la cruesa del còmic i que mostrava una visió del xamanisme molt esotèrica i surrealista.
A més de les tires de còmic, Blueberry i els seus companys poden ser trobats en cartells, roba, i altres elements.